# Seznam mistrů světa v orientačním běhu – middle
Seznam mistrů světa v orientačním běhu na střední trati (middlu). Tento individuální závod se běhá na Mistrovství světa od roku 2003. Kategorii předcházel závod na zkrácené trati (Short), který se běhal v rozmezí let 1991 – 2001.

## Krátká trať (Short distance)
| Rok     | Zlato            | Stříbro           | Bronz            | Parametry          |
| ------- | ---------------- | ----------------- | ---------------- | ------------------ |
| MS 1991 | Petr Kozák       | Kent Olsson       | Martin Johansson | 5.8 km, 10 kontrol |
| MS 1993 | Petter Thoresen  | Timo Karppinen    | Martin Johansson | 4.7 km, 14 kontrol |
| MS 1995 | Yuri Omeltchenko | Jörgen Mårtensson | Bjørnar Valstad  | 5.6 km, 18 kontrol |
| MS 1997 | Janne Salmi      | Timo Karppinen    | Bjørnar Valstad  | 4.2 km, 16 kontrol |
| MS 1999 | Jørgen Rostrup   | Juha Peltola      | Janne Salmi      | 4.5 km, 17 kontrol |
| MS 2001 | Pasi Ikonen      | Tore Sandvik      | Jørgen Rostrup   | 4.1 km, 15 kontrol |

## Krátká trať (Middle distance)
| Rok     | Zlato                | Stříbro           | Bronz                            | Parametry                           |
| ------- | -------------------- | ----------------- | -------------------------------- | ----------------------------------- |
| MS 2003 | Thierry Gueorgiou    | Bjørnar Valstad   | Øystein Kristiansen              | 5.0 km, 21 kontrol                  |
| MS 2004 | Thierry Gueorgiou    | Valentin Novikov  | Anders Nordberg                  | 6.3 km,                             |
| MS 2005 | Thierry Gueorgiou    | Chris Terkelsen   | Jarkko Huovila                   | 5.0 km, 13 kontrol                  |
| MS 2006 | Holger Hott Johansen | Jarkko Huovila    | Jamie Stevenson                  | 6.3 km, 23 kontrol                  |
| MS 2007 | Thierry Gueorgiou    | Tero Föhr         | Valentin Novikov                 | 6.15 km, 17 kontrol                 |
| MS 2008 | Thierry Gueorgiou    | Michal Smola      | Valentin Novikov                 | 5.8 km, 27 kontrol                  |
| MS 2009 | Thierry Gueorgiou    | Daniel Hubmann    | Matthias Merz                    | 6.57 km, 25 kontrol                 |
| MS 2010 | Carl Waaler Kaas     | Peter Öberg       | Daniel Hubmann Thierry Gueorgiou | 5.4 km, 20 kontrol                  |
| MS 2011 | Thierry Gueorgiou    | Peter Öberg       | Olav Lundanes                    | 5.4 km, 21 kontrol                  |
| MS 2012 | Edgars Bertuks       | Valentin Novikov  | Fabian Hertner                   | 6.5 km, 20 kontrol                  |
| MS 2013 | Leonid Novikov       | Thierry Gueorgiou | Gustav Bergman                   | 6.3 km, 19 kontrol                  |
| MS 2014 | Olav Lundanes        | Fabian Hertner    | Oleksandr Kratov                 | 5.86 km, 19 kontrol                 |
| MS 2015 | Daniel Hubmann       | Lucas Basset      | Olle Bostrom                     | 6.2 km, 25 kontrol                  |
| MS 2016 | Matthias Kyburz      | Olav Lundanes     | Daniel Hubmann                   | 6.3 km, 25 kontrol                  |
| MS 2017 | Thierry Gueorgiou    | Fabian Hertner    | Oleksandr Kratov                 | 6.0 km, 24 kontrol                  |
| MS 2018 | Eskil Kinneberg      | Daniel Hubmann    | Florian Howald                   | 5.9 km, 235 m převýšení, 19 kontrol |

## Medailová klasifikace podle zemí
Úplná medailová tabulka:
| Medailová klasifikace podle zemí | Medailová klasifikace podle zemí | Medailová klasifikace podle zemí | Medailová klasifikace podle zemí | Medailová klasifikace podle zemí | Medailová klasifikace podle zemí |
| Umístění                         | Země                             | Zlato                            | Stříbro                          | Bronz                            | Součet                           |
| -------------------------------- | -------------------------------- | -------------------------------- | -------------------------------- | -------------------------------- | -------------------------------- |
|                                  | Francie                          | 8                                | 2                                | 1                                | 11                               |
|                                  | Norsko                           | 6                                | 3                                | 6                                | 14                               |
|                                  | Finsko                           | 2                                | 5                                | 2                                | 9                                |
| 4.                               | Švýcarsko                        | 2                                | 4                                | 5                                | 11                               |
| 5.                               | Rusko                            | 1                                | 2                                | 2                                | 5                                |
| 6.                               | Česko                            | 1                                | 1                                | -                                | 2                                |
| 7.                               | Ukrajina                         | 1                                | -                                | 2                                | 3                                |
| 8.                               | Lotyšsko                         | 1                                | -                                | -                                | 1                                |
| 9.                               | Švédsko                          | -                                | 4                                | 4                                | 8                                |
| 10.                              | Dánsko                           | -                                | 1                                | -                                | 1                                |
| 11.                              | Spojené království               | -                                | -                                | 1                                | 1                                |